# 亞爾哈斯卡山
12°49′27″S 75°15′02″W / 12.82417°S 75.25056°W
亞爾哈斯卡山（Yarq'asqa），是秘魯的山峰，位於該國中南部萬卡韋利卡大區，由萬卡韋利卡省的阿松森區負責管轄，屬於瓊塔山脈的一部分，海拔高度5,000米。